# Lumbrineris cingulata
Lumbrineris cingulata är en ringmaskart som beskrevs av Ehlers 1897. Lumbrineris cingulata ingår i släktet Lumbrineris och familjen Lumbrineridae. Inga underarter finns listade i Catalogue of Life.